# Кабалоєв Віталій Єрмакович
Віталій Єрмакович Кабалоєв (рос. Виталий Ермакович Кабалоев; нар. 18 вересня 1996, Озрек, Лескенський район, Кабардино-Балкарія) — російський борець греко-римського стилю, чемпіон та срібний призер чемпіонатів Європи. Майстер спорту міжнародного класу з греко-римської боротьби.

## Життєпис
Боротьбою почав займатися з дванадцяти років. Незабаром переїхав до Саранська, де тренувався в дитячо-юнацькій школі олімпійського резерву імені Олексія Мішина під керівництвом тренера Миколи Борисовича Асаєва.
У 2018 році здобув срібну медаль чемпіонату світу серед молоді.
Чемпіон Росії (2018, 2019).

### Родина
Віталій молодший брат російського борця греко-римського стилю Заура Кабалоєва. Заур — бронзовий призер чемпіонату Європи, чемпіон Європейських ігор, дворазовий срібний призер Кубків світу.

## Спортивні результати на міжнародних змаганнях

### Виступи на Чемпіонатах світу
| Змагання                        | Збірна | Вагова категорія                 | Місце |
| ------------------------------- | ------ | -------------------------------- | ----- |
| Чемпіонат світу з боротьби 2019 | Росія  | греко-римська боротьба, до 55 кг | 7     |

### Виступи на Чемпіонатах Європи
| Змагання                         | Збірна | Вагова категорія                 | Місце  |
| -------------------------------- | ------ | -------------------------------- | ------ |
| Чемпіонат Європи з боротьби 2019 | Росія  | греко-римська боротьба, до 55 кг | Золото |
| Чемпіонат Європи з боротьби 2020 | Росія  | греко-римська боротьба, до 55 кг | Срібло |

### Виступи на інших змаганнях
| Змагання                                         | Збірна | Вагова категорія                 | Місце  |
| ------------------------------------------------ | ------ | -------------------------------- | ------ |
| Чемпіонат Росії з боротьби 2018                  | Росія  | греко-римська боротьба, до 55 кг | Золото |
| Міжнародний турнір Любомира Івановича-Гедзи 2018 | Росія  | греко-римська боротьба, до 55 кг | Срібло |
| Клубний чемпіонат світу з боротьби 2018          | Росія  | команда                          | Срібло |
| Чемпіонат Росії з боротьби 2019                  | Росія  | греко-римська боротьба, до 55 кг | Золото |
| Турнір Дана Колова — Николи Петрова 2019         | Росія  | греко-римська боротьба, до 55 кг | Золото |
| Гран-прі Німеччини з боротьби 2019               | Росія  | греко-римська боротьба, до 55 кг | Золото |
| Кубок Росії 2020                                 | Росія  | греко-римська боротьба, до 55 кг | Срібло |

### Виступи на змаганнях молодших вікових груп
| Змагання                                     | Збірна | Вагова категорія                 | Місце  |
| -------------------------------------------- | ------ | -------------------------------- | ------ |
| Чемпіонат світу з боротьби серед молоді 2018 | Росія  | греко-римська боротьба, до 55 кг | Срібло |